# Relaciones Chile-República Democrática del Congo
Las relaciones Chile-República Democrática del Congo son las relaciones internacionales entre la República de Chile y el República Democrática del Congo.

## Historia
Un primer antecedente de la relación diplomática entre ambos países data de la conferencia celebrada en Lusaka en junio de 1967, cuando Chile y el Zaire conformaron el Consejo Intergubernamental de Países Exportadores de Cobre, junto a Perú y Zambia, con el propósito de estimular y regular la producción de ese mineral.
Formalmente, las relaciones diplomáticas entre ambos países fueron establecidas el 30 de marzo de 1972. Cinco años más tarde, Chile abrió una misión diplomática en Kinshasa, quedando en manos de un encargado de negocios. El primer embajador chileno en el país africano fue nombrado en 1985, fruto de un proceso negociador iniciado en 1981, en Santiago, durante la firma de un convenio general de cooperación económica, técnica, científica, social y cultural entre ambos países. En 1991, y debido a restricciones presupuestarias, Chile decidió cerrar su legación en la República Democrática del Congo, por lo que a contar de 1997 la concurrencia de Chile es realizada por su misión en la Organización de las Naciones Unidas, en Nueva York.
En 2003, Chile envió una unidad de evacuación aeromédica a la República Democrática del Congo, para apoyar las labores de paz y estabilización de la ONU en el país africano (MONUC), específicamente en la provincia de Ituri.

## Relaciones económicas
En 2016, el intercambio comercial entre ambos países ascendió a los 8 mil dólares estadounidenses, siendo los principales productos exportados por Chile extracto de quillay, aisladores eléctricos y útiles para perforación o sondeo, mientras que el país africano exportó aceites esenciales no cítricos y relojes de pulsera.

## Misiones diplomáticas
- La embajada de Chile ante las Naciones Unidas concurre con representación diplomática a la República Democrática del Congo.
- La embajada de República Democrática del Congo en Argentina concurre con representación diplomática a Chile.[3] Asimismo, cuenta con un consulado honorario en Santiago de Chile.[7]